# 巴黎國立高等音樂舞蹈學院
巴黎國立高等音樂暨舞蹈學院（法語：Conservatoire national supérieur de musique et de danse de Paris，缩写：CNSMDP）是法國巴黎一所音樂及舞蹈學院，位在巴黎十九區的尚·饒勒斯街，學院於1795年8月3日成立，1991年12月7日成為科学文化公施設法人。巴黎國立高等音樂舞蹈學院傳授音樂和舞蹈專業訓練以及和聲學，被視為世上最好的藝術教育學院之一。現代的西洋音樂史中，巴黎音樂學院培养出許多的電子音樂家、作曲家、演奏家、音樂教育家，此外，巴黎高等音樂舞蹈學院也是芭蕾及舞蹈的專研養成機關。为巴黎文理大学的成员之一。

## 歷史
1669年，波旁王朝的路易十四設立皇家音樂院（Académie royale de musique），即為現在的法蘭西藝術院第五組分支及巴黎國立歌劇院（Opéra national de Paris）前身，此為當時宮廷音樂家的養成學校，隔年，皇家聲樂院 （l'École royale de chant et de déclamation）成立於凡爾賽宮，此兩個機關不僅滿足了路易十四喜愛音樂的願景，也為當時的音樂人才以及後來的巴黎高等音樂院奠定良好的基礎。

### 國立音樂學院
1792年，法國大革命正進行得如火如荼，雅各賓黨組成的革命政府將波旁王朝手中的皇家聲樂院與皇家音樂院合併為一，組成了國立音樂學院 （l'Institut national de musique）並重新編制，即為巴黎高等音樂院的雛形，國民公會任命弗朗索瓦-約瑟夫·戈塞克為音樂院院長，營運經費由國家支出，这所音樂院开始走向平民化。

### 音樂院
1794年，巴黎綜合理工學院及法蘭西國立工藝院設立之際，國民公會在1795年8月3日決議設立音樂院 （le Conservatoire de musique），國立音樂學院的運作移交音樂院，近代的巴黎國立音樂舞蹈學院正式設立，艾蒂安·梅于尔、路易吉·凱魯畢尼等四位音樂家被國民公會指定為營運實際委員及院長、音樂院督察等職，並加強樂器合奏體系化的系統及弦樂器的教育。

### 音樂及戲劇學校
沙雷特（任期1795年－1815年）擔任新成立的音樂院的第一任院長，1801年音樂院圖書館落成，1803年在音樂部門設立羅馬大獎，羅馬大獎即保送羅馬學習，栽培了許多優秀的音樂家出國機會，包括著名的印象派作曲家德布西及西班牙法國風格作曲家拉威爾等人，1804年設立舞蹈及戲劇部門並進一步強化，1806年，改制為音樂及戲劇學校（二次大戰後，戲劇學校獨立成為巴黎國立高等戲劇學院）。

## 校友
- 乔治·比才：法国浪漫主义作曲家
- 夏尔·古诺：法国浪漫主义作曲家
- 埃克托·柏辽兹：法国浪漫主义作曲家
- 卡米耶·聖桑：法国浪漫主义作曲家
- 弗罗芒塔尔·阿莱维：法国浪漫主义作曲家
- 塞扎尔·弗兰克：比利时裔法国浪漫主义作曲家
- 阿希尔-克洛德·德彪西：法国印象主义作曲家
- 莫里斯·拉威爾：法国印象主义作曲家
- 乔治·奥里克：法国作曲家，六人团成员之一
- 达律斯·米约：法国作曲家，六人团成员之一
- 热尔梅娜·塔耶费尔：法国作曲家，六人团成员之一
- 理查德·克莱德曼：法国钢琴家

## 外部連結
- 官方网站（法文）
- 官方网站（英文）

48°53′20″N 2°23′27″E / 48.88889°N 2.39083°E
1. ↑  . psl.eu.   [2025-02-21] （英语）.